# Mięsień obszerny pośredni
Mięsień obszerny pośredni (łac. musculus vastus intermedius) – w anatomii człowieka mięsień należący do grupy przedniej mięśni uda, część mięśnia czworogłowego uda (jego głowa pośrednia), przykryty jego pozostałymi częściami – od przodu mięśniem prostym uda, a po bokach mięśniem obszernym bocznym i obszernym przyśrodkowym. Jego przyczepem początkowym jest kresa międzykrętarzowa, niżej mięsień przyczepia się do przegrody międzymięśniowej i górnych 2/3 przedniej i bocznej powierzchni trzonu kości udowej. W jego obręb wliczany jest często także mięsień stawowy kolana, zaczynający się na dolnej 1/3 tej powierzchni, a kończący się na kaletce nadrzepkowej. Mięsień obszerny pośredni razem z pozostałymi głowami mięśnia czworogłowego uda kończy się wspólnym ścięgnem końcowym, przyczepiającym się do górnego i bocznych brzegów rzepki, a do przodu od rzepki przechodzącym w więzadło rzepki, kończąc się na guzowatości kości piszczelowej
Unaczyniony jest przez tętnicę boczną okalającą udo, a unerwiony przez nerw udowy (L2–4).
Razem z pozostałymi głowami mięśnia czworogłowego uda prostuje staw kolanowy.